# Olav Dalgard
Olav Dalgard; eigentlich Olaf Hanssen (* 19. Juni 1898 in Folldal; † 25. Dezember 1980 in Bærum) war ein norwegischer Regisseur, Literaturkritiker, Literaturhistoriker und Schriftsteller.

## Leben
Dalgard war der Sohn von Ole Hanssen, einem Lehrer, und Mari Dahlen. Er wuchs in Oppdal auf und ging 1916 nach Voss, wo er das dortige Landgymnasium besuchte. Sein vierjähriger Aufenthalt dort prägte ihn. An der Schule wurde in Nynorsk unterrichtet, einer Sprachform, deren Verfechter Dalgard später wurde. In Voss sammelte er auch erste Theatererfahrungen in einer Amateurtheatergruppe.
1920 erhielt er sein Abitur und ging nach Kristiania, um an der dortigen Universität zunächst Rechtswissenschaft zu studieren. Bald wechselte er jedoch sein Studienfach und begann ein Studium der Literatur- und Kunstgeschichte. Während seines Studiums engagierte er sich in der sozialistischen Studentenschaft, war Vorsitzender des Nynorsk-sprachigen Studentenvereins Studentmållaget und Mitglied der Gruppe Mot Dag. Er arbeitete auch als Literaturkritiker für Zeitungen und gab Lyrikbände heraus. 1926 heiratete er Anne Marie Sorteberg, mit der er nach Erlangung des Magistergrades 1929 zunächst in seine Heimatstadt Oppdal zurückkehrte, bis er bei der Zeitung Den 17de Mai angestellt wurde und nach Bærum zog.
Ab 1931 war er am Theater Det Norske Teatret in Oslo tätig. Mit einem Stipendium der Stadt Oslo studierte er zwei Jahre lang Film in Moskau. Ab Mitte der 1930er-Jahre drehte er Filme, oftmals mit sozialistischer Aussage. Er war auch in der Arbeiterpartei aktiv, wo er sich insbesondere mit Kultur- und Bildungspolitik beschäftigte, und erfolglos dafür kämpfte, dass Künstler als Angehörige der Arbeiterklasse wahrgenommen werden. 1935 war er einer der Begründer der Sosialistisk Kulturfront, einer Nachfolgeorganisation von Mot Dag.
Während der Besatzung Norwegens durch die Wehrmacht im Zweiten Weltkrieg wurde Dalgard verhaftet und war von 1942 bis 1945 unter anderem in Sachsenhausen inhaftiert. In dieser Zeit entstand der Gedichtband Gjennom mørkret, der nach dem Ende des Krieges veröffentlicht wurde. Dalgard kehrte nach seiner Freilassung in seine alte Position am Osloer Theater zurück. Er schrieb in den folgenden Jahren mehrere Bücher zur Theater- und Filmgeschichte, darunter Teatret frå Aiskylos til Ibsen und Teatret i det 20. hundreåret, ein zweibändiges Werk, das die Geschichte des Theaters erstmals umfassend in norwegischer Sprache darstellt. Ferner schrieb er in der zweiten Hälfte des 20. Jahrhunderts auch Biographien über Lars Tvinde und Inge Krokann. Postum wurde sein Drama Spell-Ola veröffentlicht.
1953 wurde er Dozent an der neugegründeten staatlichen Theaterschule und 1959 am Institut für Theaterwissenschaft an der Universität Oslo. Er war Mitgründer des Norsk Filminstitutt, Mitglied im Statens Filmråd, von 1953 bis 1955 Vorsitzender des Literaturkritikerverbands Norsk kritikerlag und von 1956 bis 1977 Präsident des humanistischen Verbands Human-Etisk Forbund. 1978 wurde er für seine Verdienste mit dem Ehrenpreis des norwegischen Kulturrats ausgezeichnet.

## Werke (Auswahl)

### Lyrik
- Gjennom mørket. Dikt frå fangelægret (1945)
- Sosialt teater. Eit utsyn med ei kort rettleiing for amatørar (1933, als Herausgeber)

### Drama
- Spell-Ola. Drama i to akter på Røros-dialekt (1981)

### Sachbücher
- Sosialt teater. Eit utsyn med ei kort rettleiing for amatørar (1933)
- Teatret frå Aiskylos til Ibsen (1948)
- Filmskuespillet. Historikk, teori, analyser (1951)
- Det Norske Teatret i 40 år (1953)
- Teatret i det 20. hundreåret (1955)
- Lars Tvinde (1966)
- Inge Krokann. Liv og dikting (1970)
- Europeisk drama frå antikken til realismen (1972)

### Autobiographie
- Samtid: Politikk, kunstliv og kulturkamp i mellomkrigstida (1973)
- Samtid II: Krig og etterkrigsproblem (1978)

## Filmografie
Regisseur
- 1935: Samhold må til
- 1936: Vi bygger landet
- 1937: By og land hand i hand
- 1938: Det drønner gjennom dalen
- 1938: Lenkene brytes
- 1939: Gryr i Norden
- 1946: Om kjærlighet synger de
- 1946: Vi vil leve

Drehbuchautor
- 1935: Samhold må til
- 1936: Vi bygger landet
- 1937: By og land hand i hand
- 1938: Det drønner gjennom dalen
- 1939: Gryr i Norden
- 1946: Om kjærlighet synger de
- 1957: Rendezvous mit vergessenen Jahren (Stevnemøte med glemte år)

Schauspieler
- 1939: Gryr i Norden